# Абдужапаров, Джамолидин Миргарифанович
Джамолиди́н Миргари́фанович Абдужапа́ров (узб. Jamolidin Mirgarifanovich Abdujaparov; род. 28 февраля 1964 года в Ташкенте, Узбекская ССР) — советский и узбекский профессиональный шоссейный велогонщик. Заслуженный мастер спорта России (2007).

## Карьера

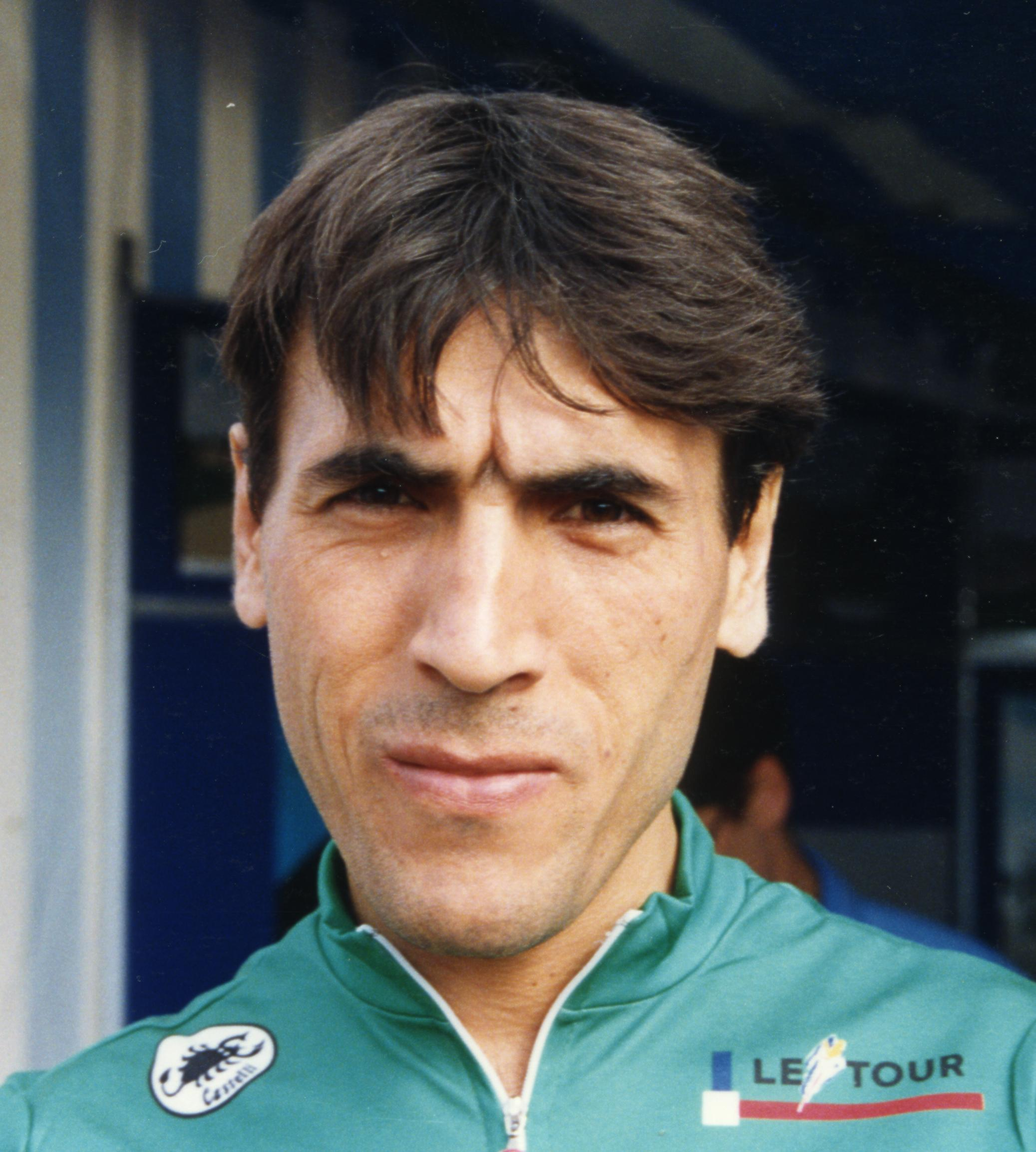
1993 год

Абдужапаров был спринтером. «Ташкентский терминатор» — так его прозвали в велоспорте за агрессивную и опасную манеру финишировать.
Дипломированный специалист советской спортивной программы, Абдужапаров вышел на пик своей карьеры, когда его страна получала независимость; после первоначальных трудностей (включая непринятие Узбекистана в UCI, что вызвало проблемы с участием Абдужапарова в чемпионате мира), он начал выступать за западно-европейскую профессиональную команду, став одним из лучших спринтеров в мире.
Абдужапаров остаётся известным благодаря участию в борьбе за зелёную майку очковой классификации с Лораном Жалабером на Туре де Франс в начале 1990-х. В 1991 году «Абду» выиграл соревнование несмотря на эффектное падение во время последнего этапа на Елисейских полях в Париже, где за 100 метров до финиша он зацепился за барьеры и перевернулся через голову. Несмотря на то, что у него было достаточно очков для выигрыша очковой майки, он должен был пересечь финишную линию без посторонней помощи. Члены его команды посадили его на велосипед, и он сам медленно доезжал оставшиеся метры в сопровождении идущих рядом медиков.
В его последнем полном Туре в 1996 году Абдужапаров устроил горный отрыв для его последней победы на этапе, очень необычный для спринтера. Тем не менее, результаты не были столь хороши, и после непрохождения антидопинговых тестов во время второго этапа в 1997 году на Тур де Франс он ушёл из велоспорта. Он не прошёл допинг-пробы, скрывая наличие в его организме, среди прочего, лекарства против астмы кленбутерола.
Абдужапаров наряду с Эдди Мерксом, Лораном Жалабером, Алессандро Петакки и Марком Кавендишом входит в пятёрку велогонщиков, сумевших выиграть все три Гранд-тура в зачёте по очкам.

## Важнейшие достижения
1987
- Чемпион СССР — групповая гонка
- Велогонка мира — победитель 3 этапов

1988
- Велогонка мира
  -  Лучший спринтер
  - Победитель 2 этапов
- Олимпийские игры в Сеуле — 5 место в групповой гонке

1989
- Велогонка мира — победитель 1 этапа

1991
- Тур де Франс
  -  Победитель очковой классификации
  - Победитель 1 и 4 этапа
- Гент — Вевельгем
- Джиро дель Пьемонте
- Г. П. Монреаль
- Вуэльта Мурсии — победитель 2 этапов
- Вуэльта Каталонии — победитель 1 этапа
- Неделя Сицилианна — победитель 1 этапа

1992
- Вуэльта Испании
  -  Победитель очковой классификации
  - Победитель 4 этапов
- Милк рейс — победитель 1 этапа

1993
- Тур де Франс
  -  Победитель очковой классификации
  - Победитель 3, 18 и 20 этапов
- Вуэльта Испании — победитель 3 этапов
- Тур Швейцарии — победитель 1 этапа
- Критериум Амьен
- Критериум Лизье
- Критериум Гендая

1994
- Джиро д’Италия
  -  Победитель очковой классификации
  -  Победитель классификация Интерджиро
  - Победитель 1 этапа
- Тур де Франс
  -  Победитель очковой классификации
  - Победитель 1 и 20 этапа
- Тур Нидерландов
  - 2-е место в общем зачёте
  - Победитель 2 этапов
- Париж — Ницца — победитель 2 этапов
- Три дня Де-Панне — победитель 2 этапов
- Тур Дюпон — победитель 1 этапа
- Омниум Эльслу
- Профронде Розендаль
- Мемориал Рика Ван Стенбергена
- Полинорманд
- Критериум Вайрак
- Критериум Бавихов

1995
- Тур де Франс — победитель 20 этапа
- Тур Дюпон — победитель 1 этапа
- Критериум Квиллан

1996
- Тур де Франс — победитель 14 этапа
- Вуэльта Мурсии — победитель 1 этапа
- Тиррено — Адриатико — победитель 1 этапа
- Джиро де Сардиния — победитель 1 этапа
- Критериум Дижон
- Критериум Кодеран-Бурдеос

1997
- Ля Кот Пикард
- Четыре дня Дюнкерка — победитель 1 этапа
- Критериум Дофине — победитель 2 этапов